# Fanny Burney

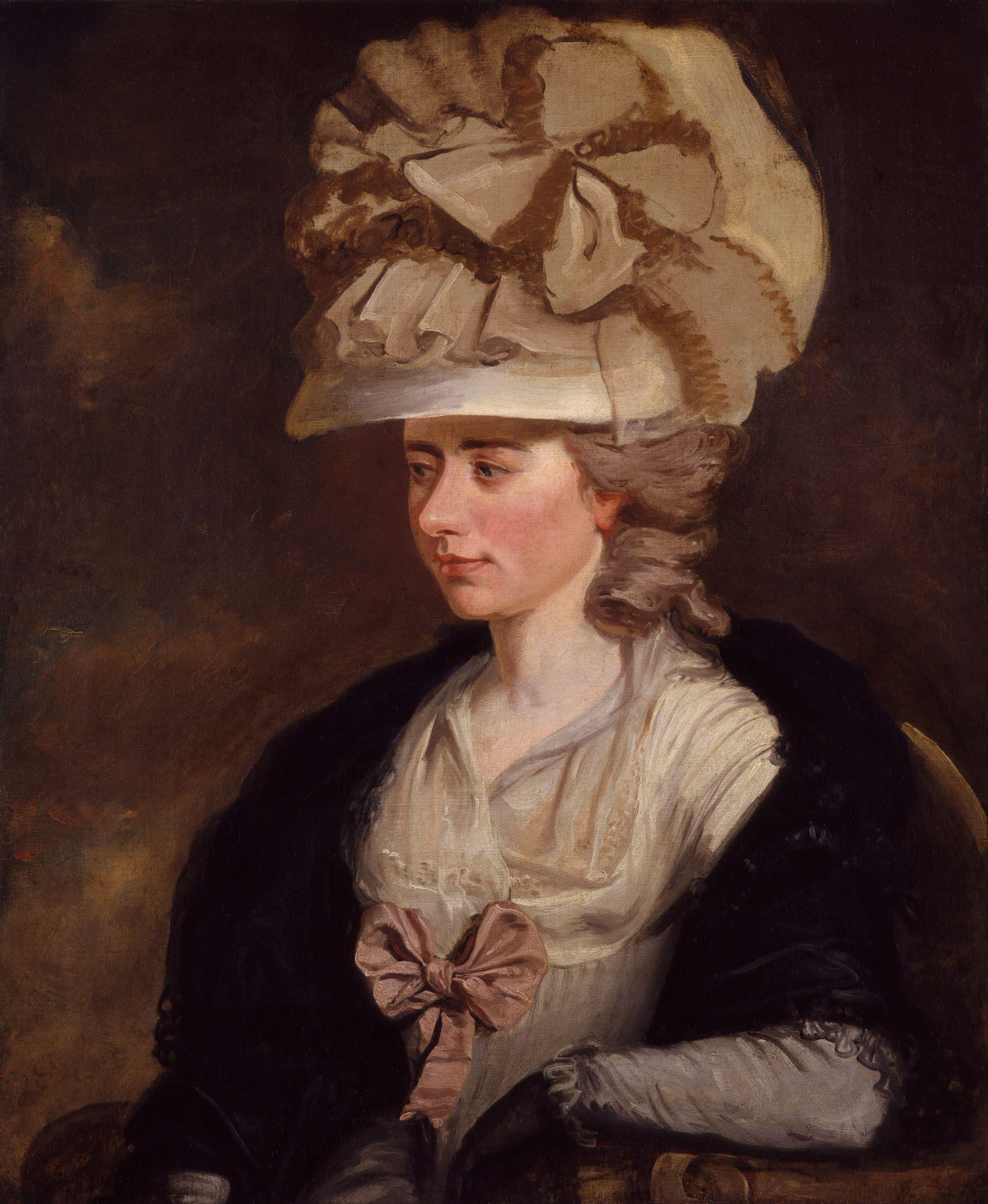
Fanny Burney, Porträt von Edward Francis Burney, um 1784

Frances Burney, genannt auch Fanny Burney (* 13. Juni 1752 in King’s Lynn, Norfolk; † 6. Januar 1840 in London), verheiratete Frances d’Arblay, war eine englische Schriftstellerin.

## Leben
Frances „Fanny“ Burney war eine Tochter des englischen Musikhistorikers und Komponisten Charles Burney. Ihr Ruhm begann, nachdem bekannt geworden war, dass sie den 1778 zunächst anonym veröffentlichten Roman Evelina geschrieben hatte. In den nächsten Jahren verfasste sie Cecilia (1782) und Camilla (1796). Diese Romane behandeln alle das Heranwachsen eines intelligenten, jungen Mädchens. Damit begründete Fanny Burney eine neue literarische Gattungsvariante, den „Sittenroman“ (engl. novel of manners).
Ihre Werke wurden von Jane Austen bewundert. 1814 veröffentlichte Fanny Burney bzw. Madame d’Arblay ihren letzten Roman The Wanderer.
Bekannt wurde sie zudem durch ihre 1768 begonnenen und postum veröffentlichten Tagebücher, welche u. a. das Leben am englischen Hof detailfreudig beschreiben (Fanny Burney war von 1786 bis 1791 Hofdame der Königin Charlotte) und ausführlich über die Persönlichkeiten ihrer Zeit, zum Beispiel Samuel Johnson, berichten. Im August 1810 amputierte der Chirurg Dominique Jean Larrey bei ihr (damals noch ohne Narkose) eine Brust wegen des Verdachts auf Brustkrebs. Ihre Tagebücher wurden 1880 von der amerikanischen Autorin Sarah Chauncey Woolsey aufgelegt. Für Historiker besonders interessant sind die Aufzeichnungen aus dem Jahr 1788, die 2014 bei Oxford University Press neu herausgegeben wurden.
Um Burneys einstigen Bestseller, den Briefroman Evelina, auch im deutschsprachigen Raum einem breiteren Publikum in zeitgemäßer Form zugänglich zu machen, übersetzte Rebecca Bächli ihn 2019 vollständig neu ins Deutsche. Wegen der Vielzahl der für die damalige Zeit typischen Vergnügungsorte und gesellschaftlichen Besonderheiten, die in dem Roman Erwähnung finden, versah sie ihn außerdem mit umfangreichen Anmerkungen. Im September 2022 ist Evelina in der Übersetzung von Rebecca Bächli inklusive der Anmerkungen im Reclam Verlag erschienen.

## Ausgaben
- Diary and letters of Madame d’Arblay. 1856.
- Annie Raine Ellis (Hrsg.): The early diary of Frances Burney, 1768–1778. With a selection from her correspondence, and from the journals of her sisters Susan and Charlotte Burney. Bell, London 1889 (Digitalisate als PDF: Bd. 1 (PDF; 35,6 MB), Bd. 2; PDF; 39,9 MB)
- Lorna Clark (Hrsg.): The Court Journals and Letters of Frances Burney 1786-91, vols. III-IV: 1788. Oxford University Press, Oxford 2014, ISBN 978-0-19-968814-2

## Übersetzungen

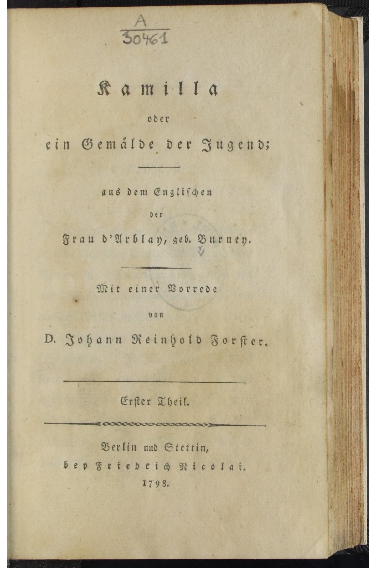
Kamilla (1798)

- Evelina oder eines jungen Frauenzimmers Eintritt in die Welt. Leipzig 1779.
- Evelina. Übersetzung und Anmerkungen: Rebecca Bächli; Hrsg. und Nachwort: Mascha Hansen. Reclam Verlag, Ditzingen 2022, ISBN 978-3-15-011414-8